# 卢·哈里森
卢·西尔弗·哈里森（英語：Lou Silver Harrison，1917年5月14日—2003年2月22日），美国作曲家。出生于俄勒冈州，但从小移居旧金山湾区一带，深受来自不同文化背景的各种民族音乐、民间音乐的影响，如粤剧、印第安音乐、墨西哥音乐、爵士乐，以及印尼音乐等，同时也得到了古典音乐方面的启蒙。后来他参加了考埃尔的“世界人民音乐”课程，并跟随考埃尔学习对位法及作曲，又在加州大学洛杉矶分校师从勋伯格，曾受后者的十二音技法影响。他的老师还包括维吉尔·汤姆森。1943年到纽约担任乐评人，在该地结交了当时尚未得到乐坛完全认可的艾夫斯，并致力于推广艾夫斯以及其他“前卫”作曲家的音乐。之后又在北卡罗来纳州的黑山学院教书。1947年回加州。作为研究亚洲和其他各地民族音乐的专家，哈里森于20世纪60年代初曾访问亚洲。1967年，哈里森与业余音乐人比尔·科尔维格（Bill Colvig）相识，并保持同性恋伴侣关系30余年，直到21世纪初两人相继逝世。哈里森与科尔维格曾仿照印尼甘美兰乐队，创设了新型的打击乐队。2003年，哈里森在参加一次音乐节的途中病逝于印第安纳州。
哈里森一生中有过多种创作风格，总体上被认为实验性较强，但与很多先锋派作曲家不同的是，他的音乐旋律性、可听性都很强，经常采用纯律体系、亚洲调式以及各地民族乐器等在西洋古典音乐中属于“非常规”的元素，他自己会演奏古筝。他还热衷于推动多元文化和宣传同性恋权利，支持和平主义和环保主义，也是重要的世界语支持者之一。
哈里森的代表作包括歌剧《长发公主》《青年凯撒》、四部带编号的交响曲、钢琴协奏曲、钢琴与爪哇甘美兰乐队协奏曲、斯兰德罗调式（甘美兰音乐使用的一种五声调式）协奏曲、琵琶与弦乐队协奏曲等。